# 275 î.Hr.

## Evenimente
- Ptolemeu al II-lea Philadelphus, om de stat al Egiptului, construiește muzeul din Alexandria care includea și celebra bibliotecă din Alexandria.

## Nașteri
- dată necunoscută: Hamilcar Barca  (d. 228 î.Hr.)
- dată necunoscută: Gnaeus Naevius  (d. 201 î.Hr.)